# توبرنگ (بوتان)
توبرنگ (به لاتین: Tobrang) یک منطقهٔ مسکونی در بوتان (کشور) است که در Trashigang District واقع شده‌است.